# René Goblet

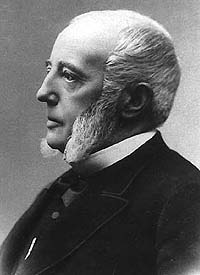
René Goblet

René Goblet (Ariën, 26 november 1828 - Parijs, 13 september 1905) was een Frans politicus.

## Biografie
René Goblet werd op 26 november 1828 geboren te Ariën in het departement Pas-de-Calais. Hij studeerde rechten en was tijdens het Tweede Franse Keizerrijk werkzaam als journalist. Hij was medeoprichter van de kritische, liberale krant, Le Progrès de la Somme. Na de val van de monarchie en de stichting van de Derde Franse Republiek werd hij voor het departement Somme in de Kamer van Afgevaardigden (Chambre des Députés) gekozen. Hij schaarde zich bij de extreemlinkse fractie. In 1876 werd hij niet herkozen, maar was van 1877 tot 1889 opnieuw lid van de Kamer van Afgevaardigden voor het departement Somme. Van 1893 tot 1898 was hij lid van de Kamer voor het departement Seine.
Goblet was van 1876 tot 1879 burgemeester (maire) van Amiens. In 1879 was hij staatssecretaris van Justitie en van 30 januari tot 7 augustus 1882 minister van Binnenlandse Zaken in het kabinet-De Freycinet III. Van 6 april 1885 tot 11 december 1886 was hij minister van Onderwijs, Schone Kunsten en Kerkelijke Zaken in het kabinet-Brisson I. In die functie verdedigde hij het onderwijsbeleid voor het Franse parlement.
Ofschoon een invloedrijk en doorgewinterd politicus, was hij weinig geliefd bij zijn collega's. Bijzonder slecht was zijn verhouding met de republikeinse voorman Léon Gambetta.
Goblet werd op 18 december 1886 premier (Président du Conseil). Hij behield de ministerspost van Kerkelijke Zaken en werd daarnaast minister van Binnenlandse Zaken. Dit kabinet-Goblet was van meet af aan onpopulair. Zeer zwak was Goblet's optreden tijdens de zogenaamde Affaire Schnaebelé. Guillaume Schnaebelé, een medewerker van de Franse spoorwegen, werd onder valse voorwendselen naar Duitsland gelokt (zogenaamd voor werkoverleg met Duitse collega's) waar hij door de Duitse autoriteiten werd gearresteerd en beschuldigd van spionage. Minister van Defensie, generaal Georges Boulanger, eiste directe mobilisatie van het leger en drong aan op een revanche voor de verloren Frans-Duitse Oorlog. Minister van Buitenlandse Zaken Gustave Flourens drong aan op onderhandelingen met de Duitsers en raakte in conflict met Boulanger. Premier Goblet koos aanvankelijk noch de zijde van Boulanger, noch die van Flourens. Uiteindelijk koos hij toch de zijde van Flourens, maar zijn aanzien onder zijn ministers nam af. In mei 1887 werd de door het kabinet voorgestelde begroting door het parlement verworpen, waarna Goblet namens het kabinet zijn ontslag aanbood bij president Jules Grévy.
Van 3 april 1888 tot 14 februari 1889 was Goblet minister van Buitenlandse Zaken in het links-radicale kabinet-Floquet.
Goblet was van 1891 tot 1893 lid van de Senaat (Sénat).
Goblet overleed op 76-jarige leeftijd, op 13 september 1905 te Parijs.

## Verwijzing
1. ↑  Op 29 augustus 1887 kwam Schnaebelé vrij

- Bibliothèque nationale de France: cb132033532 (data)
- Gemeinsame Normdatei: 117547662
- International Standard Name Identifier: 0000 0000 8016 0928
- Système universitaire de documentation: 057533326
- Virtual International Authority File: 59864358
- WorldCat: E39PBJgxmCBvMWFVK3YTmWYkjC